# 흡혈귀 고케미드로
흡혈귀 고케미드로(吸血鬼ゴケミドロ, Vampire Gokemidoro)는 일본에서 제작된 사토 하지메 감독의 1968년 영화이다. 요시다 테루오 등이 주연으로 출연하였다.

## 출연

### 주연
- 요시다 테루오
- 사토 토모미

### 조연
- 코 히데오
- 쿠스노키 유코
- 카토 카즈오
- 앤드류 휴즈
- 타카하시 마사야
- 키타무라 에이조